# Donzacq
Cet article possède un paronyme, voir Donzac.
Donzacq est une commune du Sud-Ouest de la France, située dans le département des Landes (région Nouvelle-Aquitaine).

## Géographie

### Localisation
Donzacq est une commune de Chalosse.
| - OpenStreetMap Limite communale |

### Communes limitrophes
Les communes limitrophes sont  Baigts, Bastennes, Castel-Sarrazin, Castelnau-Chalosse, Caupenne, Gibret, Pomarez et Poyartin.
| Gibret, Poyartin   | Baigts          | Caupenne  |
| Castelnau-Chalosse | Donzacq         | Bastennes |
| Pomarez            | Castel-Sarrazin |           |

### Climat
Pour des articles plus généraux, voir Climat de la Nouvelle-Aquitaine et Climat des Landes.
Historiquement, la commune est dans une zone de transition entre les climats océaniques aquitain et basque.  
En 2020, Météo-France publie une typologie des climats de la France métropolitaine dans laquelle la commune est exposée à un climat océanique et est dans une zone de transition entre les régions climatiques « Aquitaine, Gascogne » et « Pyrénées atlantiques »0.
Pour la période 1971-2000, la température annuelle moyenne est de 13,4 °C, avec une amplitude thermique annuelle de 14,1 °C. Le cumul annuel moyen de précipitations est de 1 191 mm, avec 12,3 jours de précipitations en janvier et 7,9 jours en juillet. Pour la période 1991-2020, la température moyenne annuelle observée sur la station météorologique la plus proche, située sur la commune d'Orthez à 18,9 km à vol d'oiseau, est de 0,0 °C et le cumul annuel moyen de précipitations est de 0,0 mm,. Pour l'avenir, les paramètres climatiques de la commune estimés pour 2050 selon différents scénarios d’émission de gaz à effet de serre sont consultables sur un site dédié publié par Météo-France en novembre 2022.

## Urbanisme

### Typologie
Au 1er janvier 2024, Donzacq est catégorisée commune rurale à habitat dispersé, selon la nouvelle grille communale de densité à sept niveaux définie par l'Insee en 2022.
Elle est située hors unité urbaine et hors attraction des villes,.

### Occupation des sols

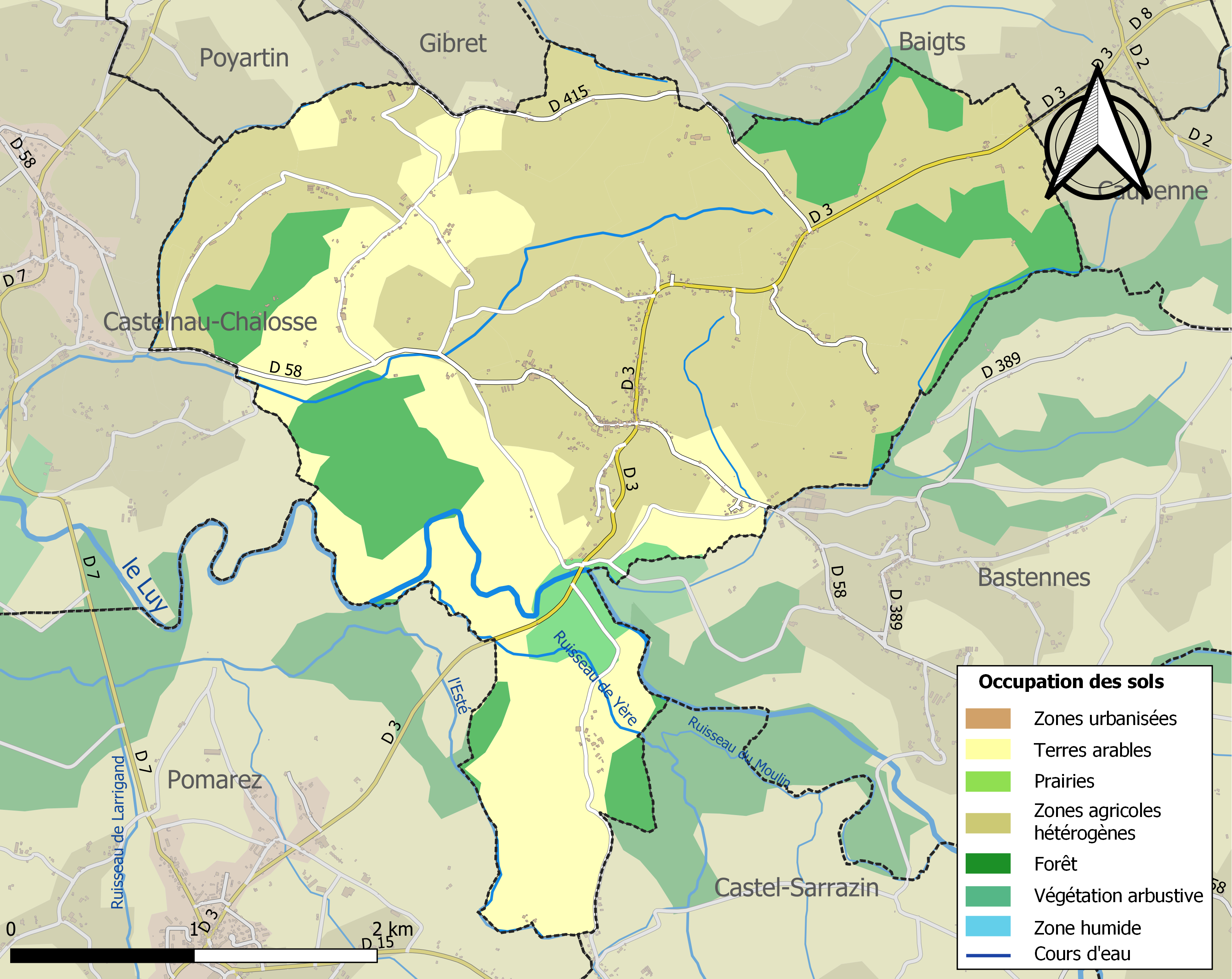
Carte des infrastructures et de l'occupation des sols de la commune en 2018 (CLC).

L'occupation des sols de la commune, telle qu'elle ressort de la base de données européenne d’occupation biophysique des sols Corine Land Cover (CLC), est marquée par l'importance des territoires agricoles (83,4 % en 2018), une proportion sensiblement équivalente à celle de 1990 (83,9 %). La répartition détaillée en 2018 est la suivante : zones agricoles hétérogènes (55,3 %), terres arables (28,2 %), forêts (14,2 %), milieux à végétation arbustive et/ou herbacée (2,3 %). L'évolution de l’occupation des sols de la commune et de ses infrastructures peut être observée sur les différentes représentations cartographiques du territoire : la carte de Cassini (XVIIIe siècle), la carte d'état-major (1820-1866) et les cartes ou photos aériennes de l'IGN pour la période actuelle (1950 à aujourd'hui).

### Risques majeurs
Le territoire de la commune de Donzacq est vulnérable à différents aléas naturels : météorologiques (tempête, orage, neige, grand froid, canicule ou sécheresse), inondations, mouvements de terrains et séisme (sismicité modérée). Il est également exposé à un risque particulier : le risque de radon. Un site publié par le BRGM permet d'évaluer simplement et rapidement les risques d'un bien localisé soit par son adresse soit par le numéro de sa parcelle.

#### Risques naturels
Certaines parties du territoire communal sont susceptibles d’être affectées par le risque d’inondation par débordement de cours d'eau, notamment le Luy. La commune a été reconnue en état de catastrophe naturelle au titre des dommages causés par les inondations et coulées de boue survenues en 1998, 1999 et 2009,.
Les mouvements de terrains susceptibles de se produire sur la commune sont des affaissements et effondrements liés aux cavités souterraines (hors mines) et des tassements différentiels. Par ailleurs, afin de mieux appréhender le risque d’affaissement de terrain, un inventaire national permet de localiser les éventuelles cavités souterraines sur la commune.

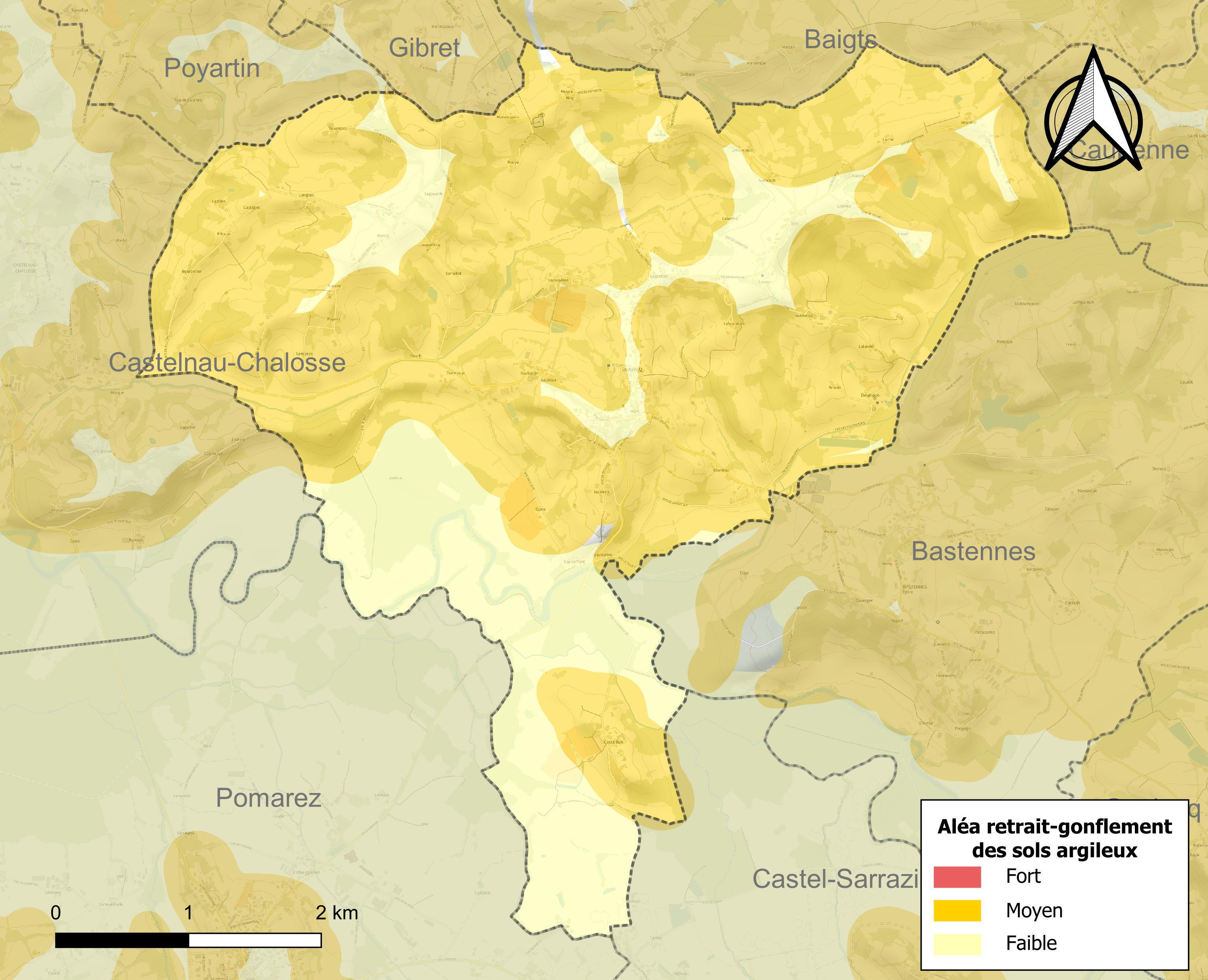
Carte des zones d'aléa retrait-gonflement des sols argileux de Donzacq.

Le retrait-gonflement des sols argileux est susceptible d'engendrer des dommages importants aux bâtiments en cas d’alternance de périodes de sécheresse et de pluie. 74,8 % de la superficie communale est en aléa moyen ou fort (19,2 % au niveau départemental et 48,5 % au niveau national). Sur les 245 bâtiments dénombrés sur la commune en 2019,  150 sont en aléa moyen ou fort, soit 61 %, à comparer aux 17 % au niveau départemental et 54 % au niveau national. Une cartographie de l'exposition du territoire national au retrait gonflement des sols argileux est disponible sur le site du BRGM,.
Concernant les mouvements de terrains, la commune a été reconnue en état de catastrophe naturelle au titre des dommages causés par la sécheresse en 1989 et par des mouvements de terrain en 1999.

#### Risque particulier
Dans plusieurs parties du territoire national, le radon, accumulé dans certains logements ou autres locaux, peut constituer une source significative d’exposition de la population aux rayonnements ionisants. Selon la classification de 2018, la commune de Donzacq est classée en zone 2, à savoir zone à potentiel radon faible mais sur lesquelles des facteurs géologiques particuliers peuvent faciliter le transfert du radon vers les bâtiments.

## Toponymie
Donzacq est un toponyme gallo-romain en -acum < celtique *-ako (cf. breton -oc > -euc > -ec ; gallois -og ; gaélique -ach), suffixe de localisation à l'origine, puis d'appartenance. La graphie -acq est caractéristique du sud des Landes et du Béarn pour -ac ailleurs dans le domaine occitan. Les formes d'oïl sont en -é (ouest), -ey, -y ou -ay.
Le type toponymique gallo-romain initial devait être *DOMITIACU, c'est-à-dire  -acum, précédé par l'anthroponyme latin Domitius (porté par un indigène). D'où le sens global de « propriété, domaine de Domitius ».
Il a son correspondant exact dans Donzac, nom de plusieurs communes et lieux-dits du Sud de la France. cf. Donzac (T-et-G, Domeciaco, époque mérovingienne). C'est le même nom que Dancé (Domciacus 840) et Donzy (Nièvre, Domiciacus 600).

## Histoire
Des bijoux vandales en mauvais argent y sont découverts par Émile Taillebois en 1881. L'emplacement séduit au Moyen Âge les moines qui s'y installent, attirés par les multiples sources des Eschourdes, qui alimentent encore de nos jours 37 communes à une température constante de 17 °C. Donzacq se présente aujourd'hui sous la forme d'un village-rue.

## Politique et administration
| Période                                  | Période  | Identité        | Étiquette | Qualité                             |
| ---------------------------------------- | -------- | --------------- | --------- | ----------------------------------- |
| 1989                                     | 2008     | François Caille |           | Retraité                            |
| mars 2008                                | 2015     | Philippe Mora   | PS        | Retraité                            |
| 2015                                     | En cours | Thierry Laborde | PS        | Conseiller départemental remplaçant |
| Les données manquantes sont à compléter. |          |                 |           |                                     |

## Démographie
L'évolution du nombre d'habitants est connue à travers les recensements de la population effectués dans la commune depuis 1793. Pour les communes de moins de 10 000 habitants, une enquête de recensement portant sur toute la population est réalisée tous les cinq ans, les populations de référence des années intermédiaires étant quant à elles estimées par interpolation ou extrapolation. Pour la commune, le premier recensement exhaustif entrant dans le cadre du nouveau dispositif a été réalisé en 2004.

En 2022, la commune comptait 454 habitants, en évolution de −7,35 % par rapport à 2016 (Landes : +5,78 %, France hors Mayotte : +2,11 %).
| 1793 | 1800  | 1806  | 1821  | 1831  | 1836  | 1841  | 1846  | 1851  |
| ---- | ----- | ----- | ----- | ----- | ----- | ----- | ----- | ----- |
| 636  | 1 192 | 1 271 | 1 289 | 1 465 | 1 389 | 1 349 | 1 396 | 1 407 |

| 1856  | 1861  | 1866  | 1872  | 1876  | 1881  | 1886  | 1891  | 1896  |
| ----- | ----- | ----- | ----- | ----- | ----- | ----- | ----- | ----- |
| 1 388 | 1 241 | 1 230 | 1 185 | 1 155 | 1 124 | 1 140 | 1 043 | 1 030 |

| 1901  | 1906  | 1911  | 1921 | 1931 | 1936 | 1946 | 1954 | 1962 |
| ----- | ----- | ----- | ---- | ---- | ---- | ---- | ---- | ---- |
| 1 015 | 1 014 | 1 022 | 788  | 671  | 652  | 617  | 582  | 513  |

| 1968 | 1975 | 1982 | 1990 | 1999 | 2004 | 2006 | 2009 | 2014 |
| ---- | ---- | ---- | ---- | ---- | ---- | ---- | ---- | ---- |
| 505  | 462  | 447  | 392  | 388  | 421  | 439  | 438  | 478  |

| 2019 | 2022 | - | - | - | - | - | - | - |
| ---- | ---- | - | - | - | - | - | - | - |
| 464  | 454  | - | - | - | - | - | - | - |

## Lieux et monuments
- Église Saint-Pierre de Donzacq.
- La résurgence principale des sources des Eschourdes forme un étang où l'on voit des remous de sable appelés « bouillons d'Arrimblar »[24].

## Personnalités liées à la commune
- Jacques Lonné-Canteau (1754-1806), homme politique mort à Donzacq, maire de la commune.
- Jean Adnet (1822-1900), homme politique né à Donzacq.